# Jurgita Šiugždinienė
Jurgita Šiugždinienė (ur. 1 marca 1972 w Kownie) – litewska polityk, wykładowczyni akademicka związana z Uniwersytetem Technicznym w Kownie i urzędniczka państwowa, posłanka na Sejm Republiki Litewskiej, w latach 2020–2023 minister edukacji, nauki i sportu.

## Życiorys
W 1994 ukończyła studia z zarządzania przedsiębiorstwem na Uniwersytecie Technicznym w Kownie (KTU). Na tej samej uczelni uzyskała magisterium z administracji publicznej (1996) oraz doktorat z nauk społecznych (2008). W latach 1998–2003 była dyrektorem ośrodka szkoleniowego KTU. Następnie do 2007 pracowała dla Programu Narodów Zjednoczonych ds. Rozwoju jako doradczyni do spraw samorządu lokalnego i decentralizacji. W 2008 objęła stanowisko docenta na Uniwersytecie Technicznym w Kownie, w latach 2008–2009 kierowała katedrą administracji publicznej. W latach 2009–2012 poza pracą na uczelni była też zatrudniona w administracji rządowej – stała na czele departamentu zarządzania strategicznego w kancelarii premiera, a w 2012 była zastępczynią kanclerza i tymczasowym kanclerzem litewskiego rządu. Następnie obejmowała różne funkcje na KTU: dziekana wydziału nauk społecznych, humanistycznych i artystycznych (2013–2015), prorektora do spraw studiów (2015–2017) oraz p.o. rektora (2017–2018). Od 2018 do 2020 była wiceprzewodniczącą CESAER, zrzeszenia europejskich uczelni technicznych.
Zaangażowała się w działalność polityczną w ramach Związku Ojczyzny. W 2018 została przewodniczącą grupy strategicznej w partyjnym sekretariacie, a w 2019 zasiadła w radzie miejskiej Kowna. W wyborach w 2020 uzyskała mandat posłanki na Sejm Republiki Litewskiej. W grudniu 2020 objęła urząd ministra edukacji, nauki i sportu w powołanym wówczas rządzie Ingridy Šimonytė.
W maju 2023 podała się do dymisji, gdy w mediach pojawiły się zarzuty odnośnie do prawidłowości rozliczania funduszy otrzymanych w czasie sprawowania mandatu radnej Kowna. Zakończyła urzędowanie w tym samym miesiącu.